# ورنر زایبولد
ورنر زایبولد (آلمانی: Werner Seibold؛ ۲۴ ژانویه ۱۹۴۸ – ۲۹ نوامبر ۲۰۱۲) تیرانداز اهل آلمان بود.
وی در مسابقات کشوری و بین‌المللی در مجموع برندهٔ ۱ مدال طلا، ۵ مدال نقره، ۱ مدال برنز شده‌است.